# Prazeres de Aljubarrota
Prazeres de Aljubarrota ist eine ehemalige Gemeinde (Freguesia) im portugiesischen Kreis Alcobaça. In ihr lebten 4258 Einwohner (Stand 30. Juni 2011).

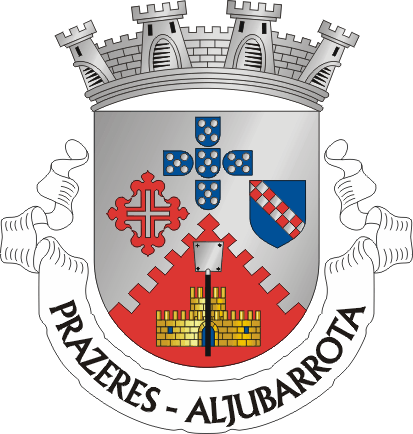
Das Wappen der ehemaligen Freguesia

Am 29. September 2013 wurden die Freguesias Aljubarrota (Prazeres) und Aljubarrota (São Vicente) zur neuen Freguesia Aljubarrota zusammengefasst.